# Benghazi
Benghazi este un oraș în Libia, fiind al doilea din țară după numărul populației, 650 mii în anul 2010. Este și capitala districtului Benghazi.

## Monumente
- Catedrala din Benghazi⁠(en)[traduceți], edificiu lăsat în paragină